# Popielewo (Nowe Warpno)
Popielewo (deutsch Haffhorst) ist ein Dorf in der polnischen Woiwodschaft Westpommern. Das Dorf bildet einen Teil der Gmina Nowe Warpno (Stadt- und Landgemeinde Neuwarp) im Powiat Policki (Pölitzer Kreis). Popielewo liegt etwa 29 km nordwestlich von Stettin (Szczecin) und etwa 18 km nordwestlich von Police (Pölitz).

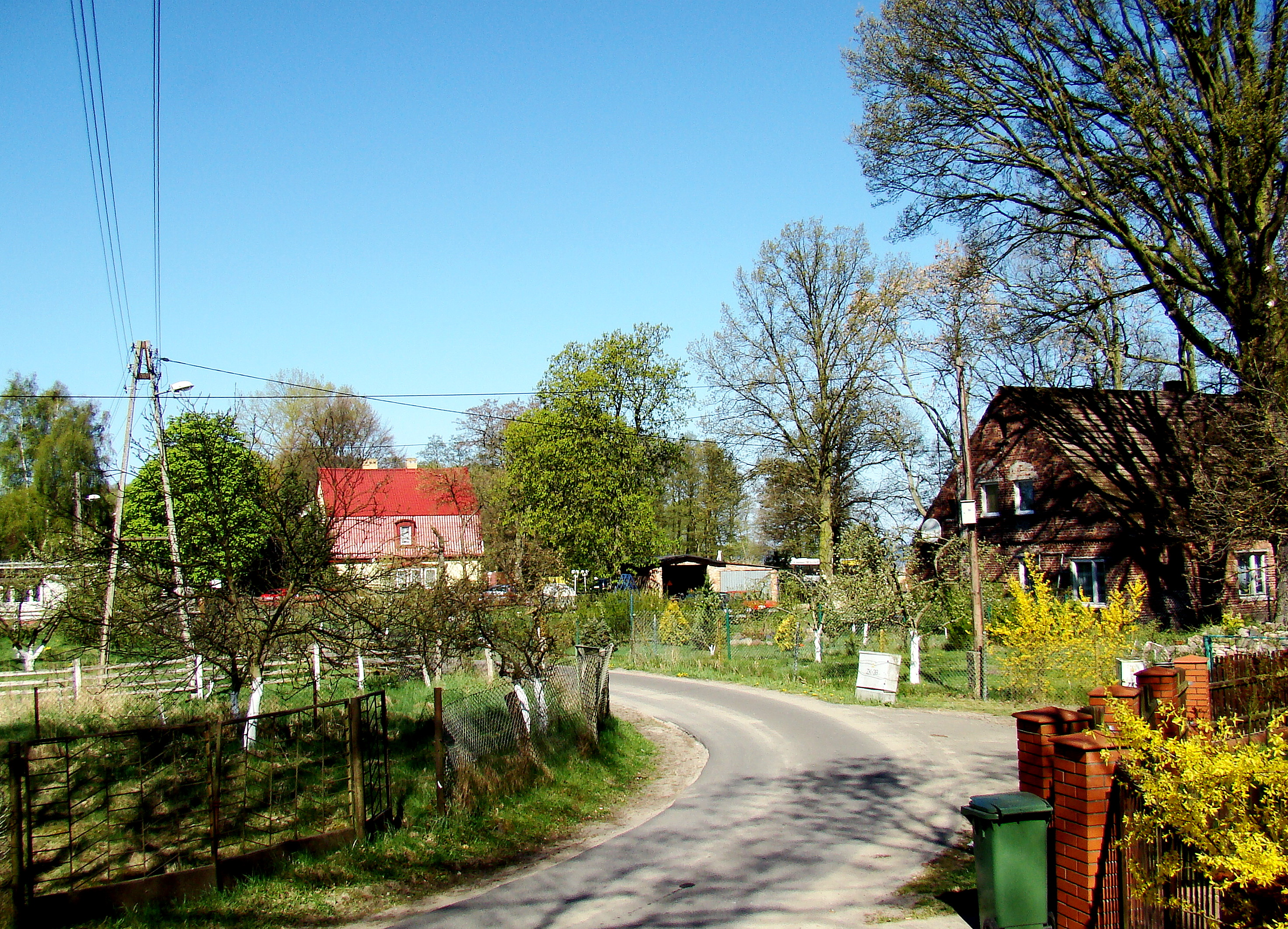
Blick entlang der Dorfstraße in Popielewo